# Publij Kornelij Scipion Emilijski
‎
Scipion mlajši ali tudi Scipio mlajši (Publius Cornelius Scipio Aemilianus Africanus Minor Numantinus), rimski vojskovodja in politik, * okrog 185 pr. n. št./184 pr. n. št., † 129 pr. n. št.
Bil je drugi sin vojskovodje Lucija Emilija Pavla Makedonca. Posvojil ga je sin Scipiona starejšega Afričana. Sodeloval je v akcijah rimske vojske v Makedoniji. Leta 151 pr. n. št. je postal vojni tribun v Španiji, 147 pr. n. št. pa konzul. V tretji punski vojni (149–146 pr. n. št.) je bil 146 pr. n. št. imenovan za vrhovnega poveljnika rimske vojske. Izkrcal se je v severni Afriki in po letu dni hudih bojev zavzel mesto Kartagina in ga popolnoma uničil. Po vrnitvi v Rim je dobil častni vzdeveki Afričan. Nekaj let je bil cenzor; okrog sebe je zbral ugledne razumnike (Scipionov krog), med drugimi grškega zgodovinarja Polibija in dramatika Terencija. Leta 134 pr. n. št. je bil ponovno izvoljen za konzula. Kot vrhovni poveljnik rimskih sil v Španiji je leta 133 pr. n. št. osvojil mesto Numancijo (od tod vzdevek Numantinus) in tako končal dvajsetletne spopade na Iberskem polotoku. Po vrnitvi v Rim se je kot vodja plemiške struje uprl reformam svaka Tiberija Sempronija Grahka. Umorjen je bil v nepojasnjenih okoliščinah, verjetno je bil žrtev politične zarote.
Glej tudi:
- Tretja punska vojna
- Numantinska vojna

1. 1 2  Digital Prosopography of the Roman Republic